# Maréchal de l'Union soviétique

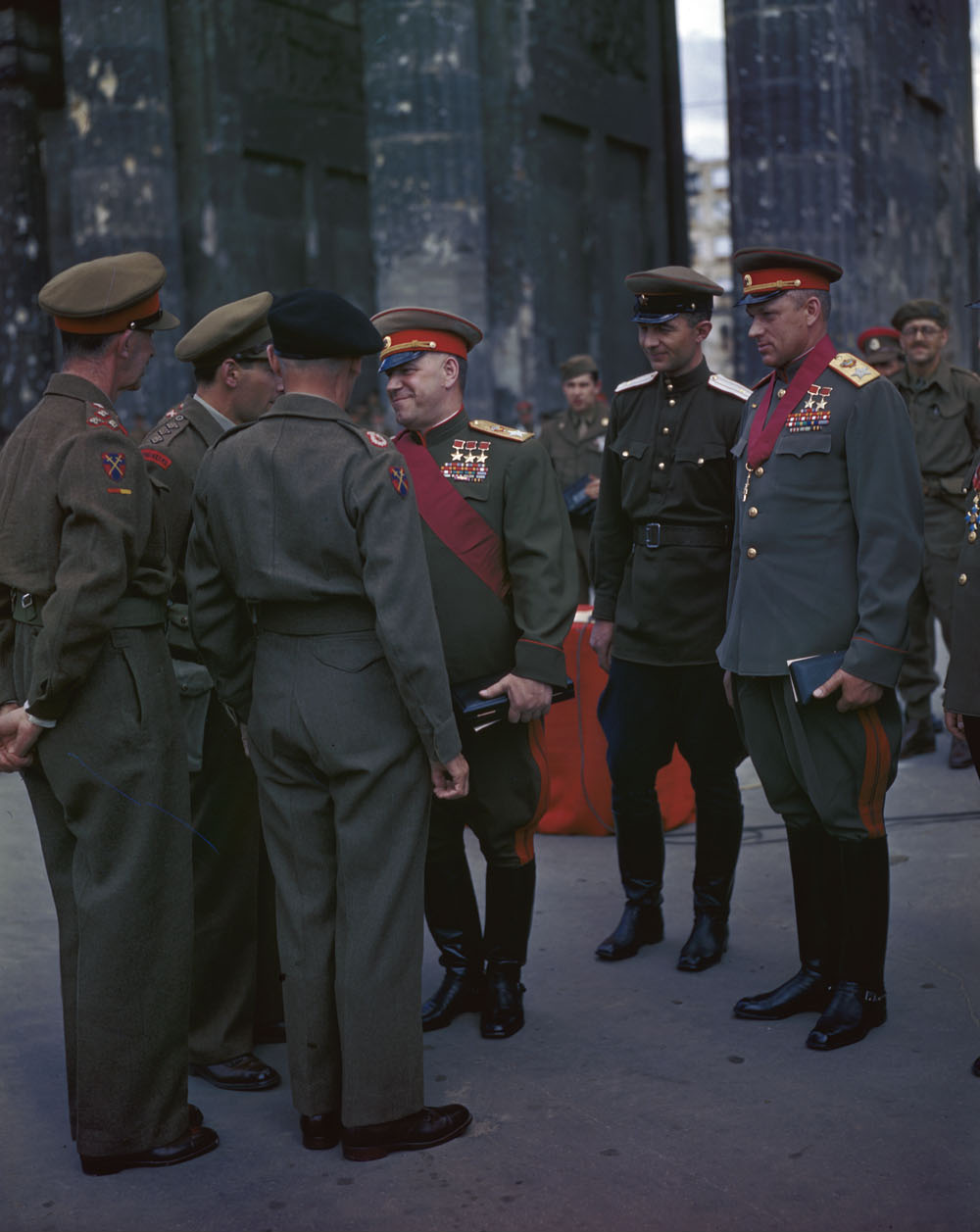
Les maréchaux Joukov (au centre) et Rokossovski (à droite), saluant des généraux britanniques, dont Bernard Montgomery (de dos). Berlin, 1945.

Maréchal de l'Union soviétique (en russe : Маршал Советского Союза, Marchal Sovietskogo Soïouza) était dans les faits, le grade militaire le plus élevé de l'Union soviétique (en théorie, le grade le plus élevé était celui de « généralissime de l'Union soviétique », grade créé sur mesure pour Joseph Staline). Le grade de maréchal de l'Union soviétique a été créé en 1935 et supprimé en 1991, lors de la dislocation du pays. Quarante et une personnes ont porté ce grade. L'équivalent pour la force navale était amiral de la flotte de l'Union soviétique. Le grade de maréchal de la fédération de Russie lui a succédé en 1993 pour la Russie.

## Liste des maréchaux
N.B. : tous les maréchaux de l'Union soviétique, excepté les maréchaux politiques, avaient commencé leur carrière dans l'armée.  Les branches énumérées sont les services dans lesquels ils ont servi durant la période où ils portaient le rang de maréchal de l'Union soviétique.
| Nom                           | Période de vie | Nomination     | Branche                                      |
| ----------------------------- | -------------- | -------------- | -------------------------------------------- |
| Kliment Vorochilov            | 1881–1969      | novembre 1935  | Armée/Politique                              |
| Mikhaïl Toukhatchevski        | 1893–1937      | novembre 1935  | Armée                                        |
| Aleksandr Iegorov             | 1883–1939      | novembre 1935  | Armée                                        |
| Semion Boudienny              | 1883–1973      | novembre 1935  | Armée                                        |
| Vassili Blücher               | 1890–1938      | novembre 1935  | Armée                                        |
| Semion Timochenko             | 1895–1970      | mai 1940       | Armée                                        |
| Grigori Koulik                | 1890–1950      | mai 1940       | Armée                                        |
| Boris Chapochnikov            | 1882–1945      | mai 1940       | Armée                                        |
| Gueorgui Joukov               | 1896–1974      | janvier 1943   | Armée                                        |
| Aleksandr Vassilievski        | 1895–1977      | février 1943   | Armée                                        |
| Joseph Staline                | 1878–1953      | mars 1943      | Politique                                    |
| Ivan Koniev                   | 1897–1973      | février 1944   | Armée                                        |
| Leonid Govorov                | 1897–1955      | juin 1944      | Armée                                        |
| Constantin Rokossovski        | 1896–1968      | juin 1944      | Armée                                        |
| Rodion Malinovski             | 1898–1967      | septembre 1944 | Armée                                        |
| Fiodor Tolboukhine            | 1894–1949      | septembre 1944 | Armée                                        |
| Kirill Meretskov              | 1897–1968      | octobre 1944   | Armée                                        |
| Ivan Tcherniakhovski          | 1912-1945      | mars 1945      | Armée/blindés                                |
| Pavel Rybalko                 | 1894-1948      | juin 1945      | Armée/blindés                                |
| Pavel Rotmistrov              | 1901-1982      | février 1944   | Armée/blindés                                |
| Nikolaï Voronov               | 1899-1968      | janvier 1943   | Armée/artillerie                             |
| Nikolaï Dmitrievitch Iakovlev | 1898-1972      | février 1944   | Armée/fusées                                 |
| Lavrenti Beria                | 1899–1953      | juillet 1945   | NKVD                                         |
| Vassili Sokolovski            | 1897–1968      | juillet 1946   | Armée                                        |
| Nikolaï Boulganine            | 1895–1975      | novembre 1947  | Politique                                    |
| Hovhannes Bagramian           | 1897–1982      | mars 1955      | Armée                                        |
| Sergueï Biriouzov             | 1904–1964      | mars 1955      | Armée/défense aérienne/missiles stratégiques |
| Andreï Gretchko               | 1903–1976      | mars 1955      | Armée                                        |
| Andreï Ieremenko              | 1892–1970      | mars 1955      | Armée                                        |
| Kirill Moskalenko             | 1902–1985      | mars 1955      | Armée/missiles stratégiques                  |
| Vassili Tchouïkov             | 1900–1982      | mars 1955      | Armée                                        |
| Matveï Zakharov               | 1898–1972      | mai 1959       | Armée                                        |
| Filipp Golikov                | 1900–1980      | mai 1961       | Armée                                        |
| Nikolaï Krylov                | 1903–1972      | mai 1962       | Armée/missiles stratégiques                  |
| Ivan Iakoubovski              | 1912–1976      | avril 1967     | Armée                                        |
| Pavel Batitski                | 1910–1984      | avril 1968     | Défense aérienne                             |
| Piotr Kochevoï                | 1904–1976      | avril 1968     | Armée                                        |
| Léonid Brejnev                | 1906–1982      | mai 1976       | Politique                                    |
| Dmitri Oustinov               | 1908–1984      | juillet 1976   | Politique                                    |
| Viktor Koulikov               | 1921–2013      | janvier 1977   | Armée                                        |
| Nikolaï Ogarkov               | 1917–1994      | janvier 1977   | Armée                                        |
| Sergueï Sokolov               | 1911-2012      | février 1978   | Armée                                        |
| Sergueï Akhromeïev            | 1923–1991      | mars 1983      | Armée                                        |
| Semion Kourkotkine            | 1917–1990      | mars 1983      | Armée                                        |
| Vassili Petrov                | 1917-2014      | mars 1983      | Armée                                        |
| Dmitri Iazov                  | 1924-2020      | avril 1990     | Armée                                        |